# Контрада Венедизе (Трапани)
Контрада Венедизе је насеље у Италији у округу Трапани, региону Сицилија.
Према процени из 2011. у насељу је живело 8 становника. Насеље се налази на надморској висини од 163 м.